# ياسوهيرو تاكاتو
ياسوهيرو تاكاتو (高戸靖広 تاكاتو ياسوهيرو) هو ممثل ياباني ولد في 23 يناير 1968 في أوكاياما.

## أدواره في الأنمي

### مسلسلات أنمي تلفزيونية
- خيميائي الفولاذ - غلاتني
- كيكايشي - رايزو
- فتى الرمال - أكيو كاواغوتشي
- دراغون بول كاي - غولدو
- دراغون بول سوبر - بوتامو
- ون بيس - بوتشي, مستر 9, وانزي, ساتوري, هوتوري, كوتوري
- سيلور مون - أرتيميس
- هاكابا كيتارو - أدوبارانا
- كاشرن سينز - نيجي
- إيرغو بروكسي - تيموثي
- القناص - شالنارك
- أبطال الديجيتال الجزء الأول - الهر
- إندماج الديجيمون - آيس ديفيمون
- تايغر آند باني - بائع دمى ماد بير
- وورلد تريغر - شوهي كوديرا
- أكاديميتي للأبطال - الناظر نيزو
- زومبي لاند ساغا - روميرو

### أنمي الإنترنت
- هيتاليا Axis Powers - روسيا
- هيتاليا World Series - روسيا
- ديفل مان: الطفل الباكي - سايكو جيني

### أوفا أنمي
- القناص - شالنارك
- القناص: جزيرة الجشع - شالنارك
- القناص: نهاية جزيرة الجشع - شالنارك

### أفلام انمي
- فيلم خيميائي الفولاذ: محتل شامبالا - غلاتني
- هيتاليا: الشاشة الفضية Paint it, White - روسيا

## أدواره في ألعاب الفيديو
- تيلز أوف ليجنديا - كاشيل

## وصلات خارجية
- ياسوهيرو تاكاتو على موقع IMDb (الإنجليزية)
- ياسوهيرو تاكاتو على موقع ميوزك برينز (الإنجليزية)
- ياسوهيرو تاكاتو على موقع قاعدة بيانات الفيلم (الإنجليزية)
- ياسوهيرو تاكاتو على موقع كينوبويسك (الروسية)
- ياسوهيرو تاكاتو على موقع ANN person (الإنجليزية)